# Leonard Whiting
Leonard Whiting, född 30 juni 1950 i London, är en brittisk skådespelare som 1968 spelade huvudrollen som Romeo i Zeffirellis version av Romeo och Julia. Whiting var då 17 år gammal.

## Fotnoter
1. ↑  SNAC, SNAC Ark-ID: w68n1qnf, läs online, läst: 9 oktober 2017.[källa från Wikidata]
2. ↑  filmportal.de, Filmportal-ID: dfe5046943874616b81fdf435b5d170e, läst: 9 oktober 2017.[källa från Wikidata]